# 1519 a tudományban
Az 1519. év a tudományban és a technikában.

## Események
- Panama megalapítása
- a kakaó megjelenése Európában
- Barbados felfedezése
- 1519–1521 Hernán Cortés spanyol konkvisztádor meghódítja Mexikót.
- 1519–1522 Fernão de Magalhães portugál hajós expedíciója, a Föld első megkerülése

## Születések
- június 6. - Andrea Cesalpino botanikus, filozófus, orvos (1603)
- Johannes Goropius Becanus, holland orvos

## Halálozások
- január 12. vagy 15 – Vasco Núñez de Balboa portugál felfedező (* 1475 k.)
- január 15. – Alonso Álvarez de Pineda, spanyol térképész
- május 2. – Leonardo da Vinci itáliai polihisztor, tudós, feltaláló, művész (* 1452)